# Nazionale maschile di calcio di Saint Lucia
La nazionale di calcio di Saint Lucia è la rappresentativa calcistica nazionale dell'omonima isola caraibica, posta sotto l'egida della Saint Lucia Football Association.
Occupa il 172º posto del ranking FIFA.

## Storia
La nazionale santaluciana non vanta una buona tradizione calcistica: è una selezione recente (esordì nel 1989) e tra le meno forti del panorama calcistico caraibico. Non ha mai raggiunto risultati notevoli, ad eccezione del terzo posto alla Coppa dei Caraibi 1991.

I Piton Boyz non hanno mai partecipato ad un torneo internazionale di rilievo.
Nel 2012 la Federazione calcistica di Saint Lucia ha sottoscritto un accordo di partnership con il Carlisle Utd per permettere ogni anno a quattro calciatori santaluciani di farsi le ossa in Europa, mentre al Carlisle ne è derivato il diritto di prelazione.

### Campionato del mondo
Saint Lucia esordì nelle qualificazioni al campionato del mondo nelle eliminatorie CONCACAF di Stati Uniti 1994: fu eliminata al primo turno da Saint Vincent e Grenadine nel 1992.
Nelle qualificazioni della zona CONCACAF al campionato del mondo 2014 eliminò Aruba ai tiri di rigore al primo turno, poi giunse ultima nel gruppo del secondo turno con Canada, Saint Kitts e Nevis e Porto Rico, con un pari e cinque sconfitte.

### Tornei regionali minori
Nel 2014 vinse il Torneo delle Isole Sopravento Meridionali battendo per 2-0 Dominica, per 1-0 Grenada e pareggiando con Saint Vincent e Grenadine.

## Partecipazioni ai tornei internazionali
Legenda: Grassetto: Risultato migliore, Corsivo: Mancate partecipazioni

### Coppa dei Caraibi
La selezione di Saint Lucia ha partecipato alla Coppa dei Caraibi in tre occasioni, centrando un terzo posto nel 1991.

## Statistiche dettagliate sui tornei internazionali

### Mondiali
| Anno | Luogo                          | Piazzamento      | V | N | P | Gol |
| ---- | ------------------------------ | ---------------- | - | - | - | --- |
| 1990 | Italia                         | Non partecipante | - | - | - | -   |
| 1994 | Stati Uniti                    | Non qualificata  | - | - | - | -   |
| 1998 | Francia                        | Non qualificata  | - | - | - | -   |
| 2002 | Giappone / Corea del Sud       | Non qualificata  | - | - | - | -   |
| 2006 | Germania                       | Non qualificata  | - | - | - | -   |
| 2010 | Sudafrica                      | Non qualificata  | - | - | - | -   |
| 2014 | Brasile                        | Non qualificata  | - | - | - | -   |
| 2018 | Russia                         | Non qualificata  | - | - | - | -   |
| 2022 | Qatar                          | Non qualificata  | - | - | - | -   |
| 2026 | Canada / Stati Uniti / Messico | Non qualificata  | - | - | - | -   |

### Campionato CONCACAF/Gold Cup
| Anno | Luogo                               | Piazzamento      | V | N | P | Gol |
| ---- | ----------------------------------- | ---------------- | - | - | - | --- |
| 1991 | Stati Uniti                         | Non qualificata  | - | - | - | -   |
| 1993 | Stati Uniti / Messico               | Non qualificata  | - | - | - | -   |
| 1996 | Stati Uniti                         | Non qualificata  | - | - | - | -   |
| 1998 | Stati Uniti                         | Non qualificata  | - | - | - | -   |
| 2000 | Stati Uniti                         | Non qualificata  | - | - | - | -   |
| 2002 | Stati Uniti                         | Non qualificata  | - | - | - | -   |
| 2003 | Stati Uniti / Messico               | Non qualificata  | - | - | - | -   |
| 2005 | Stati Uniti                         | Non qualificata  | - | - | - | -   |
| 2007 | Stati Uniti                         | Non qualificata  | - | - | - | -   |
| 2009 | Stati Uniti                         | Non partecipante | - | - | - | -   |
| 2011 | Stati Uniti                         | Non qualificata  | - | - | - | -   |
| 2013 | Stati Uniti                         | Non qualificata  | - | - | - | -   |
| 2015 | Stati Uniti / Canada                | Non qualificata  | - | - | - | -   |
| 2017 | Stati Uniti                         | Non partecipante | - | - | - | -   |
| 2019 | Stati Uniti / Costa Rica / Giamaica | Non qualificata  | - | - | - | -   |
| 2021 | Stati Uniti                         | Non qualificata  | - | - | - | -   |
| 2023 | Stati Uniti / Canada                | Non qualificata  | - | - | - | -   |

### Olimpiadi
- Nota bene: per le informazioni sui risultati ai Giochi olimpici nelle edizioni successive al 1989 (data della nascita della selezione santaluciana) visionare la pagina della nazionale olimpica.

### Confederations Cup
| Anno | Luogo                    | Piazzamento     | V | N | P | Gol |
| ---- | ------------------------ | --------------- | - | - | - | --- |
| 1992 | Arabia Saudita           | Non invitata    | - | - | - | -   |
| 1995 | Arabia Saudita           | Non invitata    | - | - | - | -   |
| 1997 | Arabia Saudita           | Non qualificata | - | - | - | -   |
| 1999 | Messico                  | Non qualificata | - | - | - | -   |
| 2001 | Corea del Sud / Giappone | Non qualificata | - | - | - | -   |
| 2003 | Francia                  | Non qualificata | - | - | - | -   |
| 2005 | Germania                 | Non qualificata | - | - | - | -   |
| 2009 | Sudafrica                | Non qualificata | - | - | - | -   |
| 2013 | Brasile                  | Non qualificata | - | - | - | -   |
| 2017 | Russia                   | Non qualificata | - | - | - | -   |

### Coppa dei Caraibi
| Anno | Luogo                                   | Piazzamento      | V | N | P | Gol |
| ---- | --------------------------------------- | ---------------- | - | - | - | --- |
| 1989 | Barbados                                | Non qualificata  | - | - | - | -   |
| 1990 | Trinidad e Tobago                       | Non qualificata  | - | - | - | -   |
| 1991 | Giamaica                                | Terzo posto      | 2 | 2 | 1 | 6:4 |
| 1992 | Trinidad e Tobago                       | Non qualificata  | - | - | - | -   |
| 1993 | Giamaica                                | Primo turno      | 0 | 1 | 2 | 2:7 |
| 1994 | Trinidad e Tobago                       | Non partecipante | - | - | - | -   |
| 1995 | Isole Cayman / Giamaica                 | Primo turno      | 0 | 0 | 3 | 1:9 |
| 1996 | Trinidad e Tobago                       | Non qualificata  | - | - | - | -   |
| 1997 | Antigua e Barbuda / Saint Kitts e Nevis | Non qualificata  | - | - | - | -   |
| 1998 | Giamaica / Trinidad e Tobago            | Non qualificata  | - | - | - | -   |
| 1999 | Trinidad e Tobago                       | Non qualificata  | - | - | - | -   |
| 2001 | Trinidad e Tobago                       | Non qualificata  | - | - | - | -   |
| 2005 | Barbados                                | Non qualificata  | - | - | - | -   |
| 2007 | Trinidad e Tobago                       | Non qualificata  | - | - | - | -   |
| 2008 | Giamaica                                | Non partecipante | - | - | - | -   |
| 2010 | Martinica                               | Non qualificata  | - | - | - | -   |
| 2012 | Antigua e Barbuda                       | Non qualificata  | - | - | - | -   |
| 2014 | Giamaica                                | Non qualificata  | - | - | - | -   |
| 2017 | Martinica                               | Non partecipante | - | - | - | -   |

## Rosa attuale
I convocati per la CONCACAF Nations League per la partita contro Rep. Dominicana e Anguilla.
Presenze e reti aggiornate al 12 giugno 2022 dopo la partita contro Anguilla.
|  | P | Vino Barclett     | 12 ottobre 1999   | 16 | -? | Cavalier                 |  |  |
|  | P | Darren Donaie     |                   | 0  | 0  | Northern United          |  |  |
|  |   |                   |                   |    |    |                          |  |  |
|  | D | Melvin Doxilly    | 2 gennaio 1998    | 20 | 0  | Cavalier                 |  |  |
|  | D | Shawn Evans       | 17 gennaio 1995   | 11 | 0  | Uptown Rebels            |  |  |
|  | D | Kurt Frederick    | 27 aprile 1991    | 46 | 8  | Platinum                 |  |  |
|  | D | Doneal Lionel     | 30 luglio 1998    | 0  | 0  | Free agent               |  |  |
|  | D | Alvinus Myers     | 3 giugno 1996     | 18 | 0  | Portmore United          |  |  |
|  | D | Terell Thomas     | 18 ottobre 1995   | 2  | 0  | Charlton Athletic        |  |  |
|  |   |                   |                   |    |    |                          |  |  |
|  | C | Sherman Augustin  | 20 ottobre 2002   | 1  | 0  | Free agent               |  |  |
|  | C | Kegan Caull       | 20 marzo 2004     | 1  | 0  | Europa Point             |  |  |
|  | C | Lester Joseph     | 23 febbraio 1993  | 25 | 1  | Platinum                 |  |  |
|  | C | Peter Pearson     | 17 dicembre 1995  | 2  | 0  | Greenville Triumph       |  |  |
|  | C | Gregson President | 30 gennaio 1996   | 8  | 0  | Platinum                 |  |  |
|  | C | Ridel Stanislas   | 7 settembre 1997  | 8  | 0  | White House Dennery      |  |  |
|  | C | Célestin Theodore |                   | 2  | 0  | Free agent               |  |  |
|  |   |                   |                   |    |    |                          |  |  |
|  | A | Eden Charles      | 29 ottobre 1993   | 22 | 4  | Free agent               |  |  |
|  | A | Tev Lawrence      | 30 novembre 1998  | 4  | 0  | Morvant Caledonia United |  |  |
|  | A | Jevick Macfarlane | 7 agosto 1996     | 8  | 4  | Portmore United          |  |  |
|  | A | Andrus Remy       | 1º settembre 1993 | 7  | 2  | Grenades                 |  |  |
|  | A | Chaim Roserie     | 9 settembre 1998  | 8  | 0  | Temple Owls              |  |  |